# جایزه طراحی آلمانی
جایزۀ طراحی جمهوری فدرال آلمان (به آلمانی: Designpreis der Bundesrepublik Deutschland) جایزۀ رسمی طراحی برای آلمان است که توسط وزارت اقتصاد و فن‌آوری آلمان ارائه می‌شود. این جایزه برای اولین بار تحت عنوان «جایزه فدرال برای طراحی خوب» در سال ۱۹۶۹ میلادی و پس از آن هر دو سال یکبار اهداء شد. علاوه بر این، تمرکز جایزه در هر مناسبت تغییر می‌کرد. نام این جایزه برای اولین بار در سال ۱۹۹۲ میلادی تغییر کرد. پس از آن، جایزۀ طراحی محصول فدرال و جایزۀ فدرال مروج طراحی – که به یک شخصیت برای موفقیت در زمینۀ طراحی اهداء می‌شد – سالانه ارائه شد. از سال ۲۰۰۶ میلادی، جایزۀ طراحی جمهوری فدرال آلمان نامیده می‌شود و برای دستاوردهای برجسته در زمینۀ طراحی محصول و ارتباطات، و به شخصیتی در بخش طراحی اعطاء می‌شود. از سال ۲۰۱۲ میلادی، مسابقه جایزه توسط دی‌ام‌وای برلین جی‌ام‌ب‌ی‌اچ اند کامپنی کی‌جی اداره می‌شود.
یک شرکت تنها در صورتی می‌تواند در رقابت برای جایزۀ طراحی شرکت کند که محصول آن قبلاً جایزۀ طراحی ملی یا بین‌المللی را دریافت کرده باشد. یکی دیگر از پیش‌شرط‌های ورود این است که شرکت‌ها باید توسط وزارتخانه‌ها و سناتورهای ایالات فدرال یا وزارت اقتصاد و فن‌آوری فدرال معرفی شده باشند.

## جوایز طراحی آلمان توسط شورای طراحی آلمان
از سال ۲۰۱۲ میلادی، شورای طراحی آلمان (رَت فور فورمگِبونگ) میزبان جوایز طراحی آلمان است، که به محصولات و پروژه‌های نوآورانه، تولیدکنندگان و طراحان آن‌ها را در بخش طراحی آلمانی و بین‌المللی ارج می‌نهند. فقط کسانی که به‌ طور رسمی نامزد شده‌اند می‌توانند در مسابقه شرکت کنند. معیارهای ارزیابی برای نامزدی شامل مفهوم کلی، پایداری، زیبایی‌شناسی، دوام و عملکرد، در میان دیگر موارد است.